# Thalakudi
Thalakudi es una  ciudad censal situada en el distrito de Tiruchirappalli en el estado de Tamil Nadu (India). Su población es de 5740 habitantes (2011). Se encuentra a 8 km de Tiruchirappalli y 52 km de Thanjavur.

## Demografía
Según el censo de 2011 la población de Thalakudi era de 5740 habitantes, de los cuales 2851 eran hombres y 2889 eran mujeres. Thalakudi tiene una tasa media de alfabetización del 91,15%, superior a la media estatal del 80,09%: la alfabetización masculina es del 95,79%, y la alfabetización femenina del 86,59%